# Ляйсан
Ляйсан, Лейсан, Лейсен (тат. Ләйсән, башк. Ләйсән) — татарське і башкирське жіноче (раніше і чоловіче) ім'я. Походить від арабського Нісан («щедра»). За давньоасирійським календарем — назва місяця квітня (нісан), щедрого на опади. У сучасному татарською мовою перекладається як «перший теплий весняний дощик». Існує також переклад «весняний дощик під час сонця».
Інша версія походження імені: від назви снігу, що випадає в березні — «лэйсэн карлары».
Зменшувально-ласкаві варіанти імені: Лейсаночка, Лейсанка, Лейсанчик.
У документах російською мовою записується у варіантах: Лейсан, Ляйсан, Ляйсян, Лейсян, Лэйсэн, Лейсана.
Серед відомих носіїв — Ляйсан Утяшева, російська спортсменка.

## Чоловіче ім'я
Лейсан (азерб. LeysanLeysan — «злива») — азербайджанське чоловіче ім'я.